# Titus Annius Milo
Titus Annius Milo († 48 v. Chr.) war ein römischer Politiker. Sein Vater war Gaius Papius Celsus, er wurde jedoch von seinem Großvater mütterlicherseits Titus Annius Luscus adoptiert.
Er gehörte zu den Anhängern des Politikers und Feldherrn Pompeius und organisierte Söldnerbanden und Gladiatoren, um die Sache des Senats durch gewaltsame Aktionen gegen Publius Clodius Pulcher zu vertreten, der die Popularen auf ähnliche Weise unterstützte. Milo war im Jahr 57 v. Chr. Volkstribun und hatte wesentlichen Anteil an der Rückkehr Ciceros aus dem Exil, wogegen Clodius erheblichen Widerstand leistete.
Milo wurde 54 v. Chr. Prätor und heiratete im gleichen Jahr Cornelia Fausta, Tochter des früheren Diktators Sulla und ehemalige Frau von Gaius Memmius.
Als Milo für das Amt des Konsuls und Clodius für das Amt des Prätors kandidierten, trafen die beiden am 18. Januar 52 v. Chr. mit bewaffnetem Gefolge zufällig auf der Via Appia bei Bovillae aufeinander, wobei Clodius getötet wurde. Milo wurde angeklagt, seine Schuld war eindeutig, und seinen Feinden war jedes Mittel recht, seine Anhänger und seine Richter unter Druck zu setzen. Cicero, der ihn verteidigte, wurde von aufmarschierten Soldaten eingeschüchtert, da der inzwischen zum Konsul gewählte Pompeius, der sich von Milo abgewandt hatte, offensichtlich dessen Verurteilung wollte. Die erhaltene Rede Pro Milone ist eine erweiterte und überarbeitete Version der tatsächlich gehaltenen Verteidigungsrede Ciceros. Milo ging ins Exil nach Massilia, sein Eigentum wurde versteigert.
Im Jahr 48 v. Chr. kehrte Milo nach Italien zurück und schloss sich dem Aufstand des Marcus Caelius Rufus gegen Caesar an, wobei er sich auf die Reste seiner Gladiatorentruppe stützte. Er fiel bei der Belagerung der hirpinischen Stadt Compsa.